# Ochotona turuchanensis
Ochotona turuchanensis és una espècie de mamífer de la família de les piques (Ochotonidae). És endèmica del krai de Krasnoiarsk, a Rússia.